# چونین

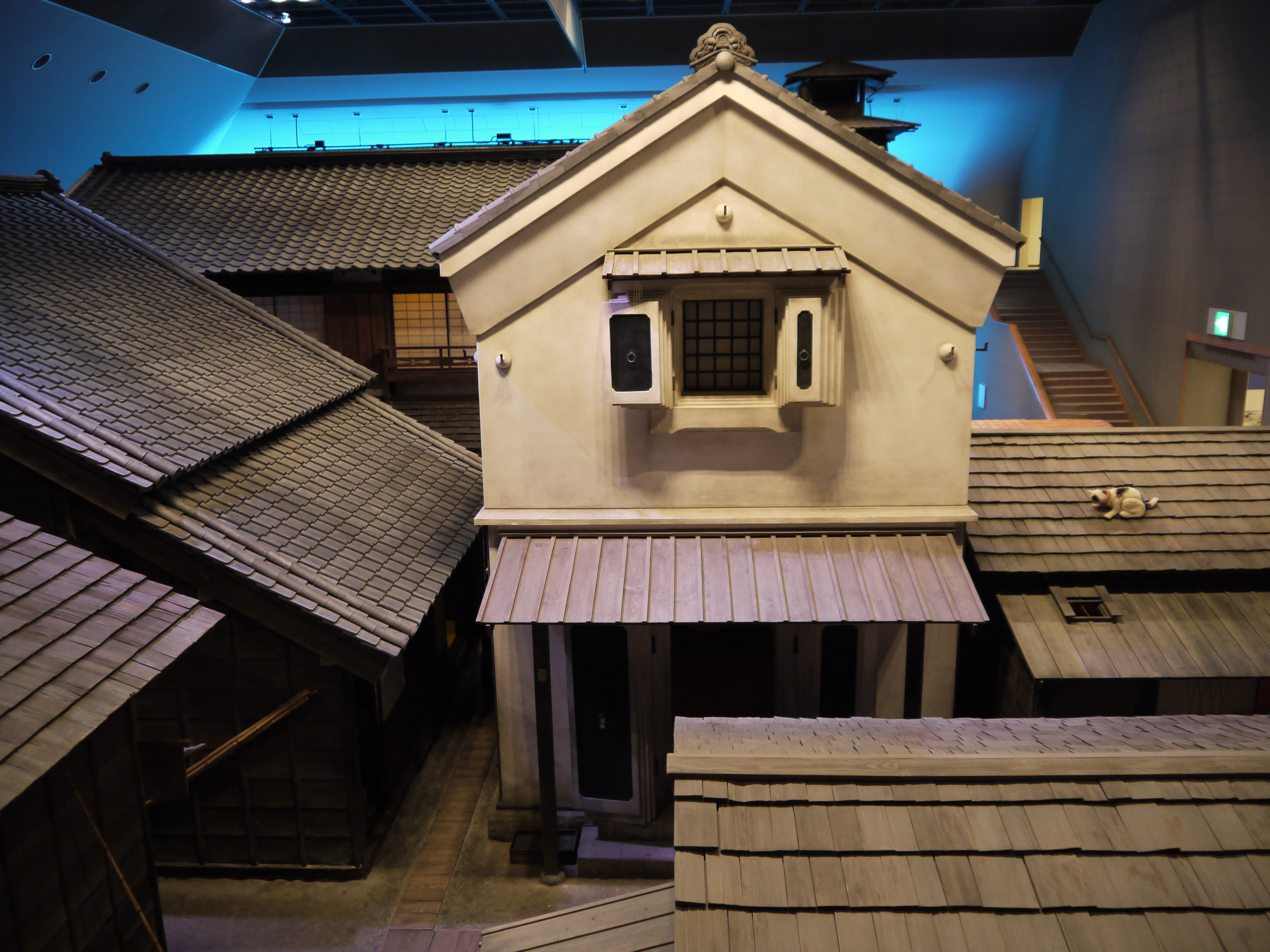

چونین (به ژاپنی: 町人 Chōnin) به معنای مردم شهری، یک طبقه اجتماعی بود که در سالهای اولیه دوره ادو در ژاپن ظهور کرد. در سلسله مراتب اجتماعی، آن را تابع طبقه جنگجو می‌دانستند. چونین در قرن شانزدهم در شهرهای «جوکا-ماچی» یا شهرهای اطراف قلعه ظهور کرد.